# Coeficiente de correlación de concordancia
En estadística, el coeficiente de correlación de concordancia mide la concordancia entre dos variables, por ejemplo, para evaluar la reproducibilidad o la confiabilidad entre evaluadores. 

## Definición
Lawrence Lin tiene la forma del coeficiente de correlación de concordancia {\displaystyle \rho _{c}} como
{\displaystyle \rho _{c}={\frac {2\rho \sigma _{x}\sigma _{y}}{\sigma _{x}^{2}+\sigma _{y}^{2}+(\mu _{x}-\mu _{y})^{2}}},}
dónde {\displaystyle \mu _{x}} y {\displaystyle \mu _{y}} son las medias para las dos variables y {\displaystyle \sigma _{x}^{2}} y {\displaystyle \sigma _{y}^{2}} son las variaciones correspondientes. {\displaystyle \rho } es el coeficiente de correlación entre las dos variables. 
Esto se desprende de su definición como 
{\displaystyle \rho _{c}=1-{\frac {{\text{Distancia cuadrática ortogonal esperada desde la diagonal }}\ x=y}{{\text{Distancia cuadrática ortogonal esperada desde la diagonal}}\ \ x=y\ \ {\text{asumiendo independencia  }}}}.}
Cuando el coeficiente de correlación de concordancia se calcula en un {\displaystyle N} conjunto de datos de longitud (es decir, {\displaystyle N} valores de datos emparejados {\displaystyle (x_{n},y_{n})}, para {\displaystyle n=1,...,N} ), la fórmula es 
{\displaystyle {\hat {\rho }}_{c}={\frac {2s_{xy}}{s_{x}^{2}+s_{y}^{2}+({\bar {x}}-{\bar {y}})^{2}}},}
donde la media se calcula como 
{\displaystyle {\bar {x}}={\frac {1}{N}}\sum _{n=1}^{N}x_{n}}
y la varianza 
{\displaystyle s_{x}^{2}={\frac {1}{N}}\sum _{n=1}^{N}(x_{n}-{\bar {x}})^{2}}
y la covarianza 
{\displaystyle s_{xy}={\frac {1}{N}}\sum _{n=1}^{N}(x_{n}-{\bar {x}})(y_{n}-{\bar {y}}).}
Mientras que el coeficiente de correlación ordinario (de Pearson) es inmune a si se usan las versiones sesgadas o insesgadas para la estimación de la varianza, el coeficiente de correlación de concordancia no lo es. En el artículo original, Lin sugirió la normalización 1/N, mientras que en otro artículo Nickerson parece haber usado el 1/(N-1), es decir, el coeficiente de correlación de concordancia puede calcularse de manera ligeramente diferente entre implementaciones. 

## Relación con otras medidas de correlación
El coeficiente de correlación de concordancia es casi idéntico a algunas de las medidas llamadas correlaciones intraclase. Las comparaciones del coeficiente de correlación de concordancia con una correlación intraclase "ordinaria" en diferentes conjuntos de datos encontraron solo pequeñas diferencias entre las dos correlaciones, en un caso en el tercer decimal. También se ha indicado que las ideas para el coeficiente de correlación de concordancia "son bastante similares a los resultados ya publicados por Krippendorff en 1970". 
En el artículo original Lin sugirió un formulario para varias clases (no solo 2). Más de diez años después, se emitió una corrección a este formulario.
Un ejemplo del uso del coeficiente de correlación de concordancia es en una comparación del método de análisis para escáneres cerebrales de resonancia magnética funcional.